# Charlotte (аниме, 2015)
Charlotte (яп. シャーロット) — аниме компании Key. Сценарий был написан Дзюном Маэдой, дизайном персонажей занимался художник по фонам компании Key Na-Ga, который также известен работами над персонажами из Angel Beats! и Little Busters!. Трансляция началась в Японии 4 июля 2015 года на канале Animax. Также по мотивам аниме-сериала в сентябре ASCII Media Works начала публикацию манги в журнале Dengeki G's Comic. Это вторая экранизация работы Key, в основу которой положен оригинальный сценарий, а не сюжет компьютерной игры, первой была Angel Beats!.

## Сюжет
В альтернативном мире некоторые дети способны проявлять сверхспособности после достижения определённого возраста. Ю Отосака — парень, который способен временно владеть телами других. Ю надеется использовать свою силу, чтобы жить легкой школьной жизнью. Тем не менее он пойман на месте инцидента таинственной Нао Томори, которая раскрывает его секрет, он вынужден перевестись в школу для одарённых и вступить в студсовет академии Хосиноуми. Там ему придется помогать другим членам студенческого совета.

## Персонажи
Ю Отосака (яп. 乙坂 有宇) — главный персонаж аниме. У него есть способность, которая может управлять телами, но его секрет разоблачает Нао Томори. Имеет красноватые глаза и черные волосы. Его одежда состоит из двух униформ: первая — из чёрной куртки и черных брюк, вторая — из серого пиджака, серых брюк и темно-зеленого галстука. Он может контролировать тела других, вселяясь в них. Этой способностью Ю активно пользуется, списывая на уроках, из-за чего хорошо учится. В начале истории Ю — самовлюблённый эгоист, смотрящий на других свысока. Но его поведение меняется, когда он встречает девушку Нао Томори.
Настоящая его способность называется «Хищение». Завладевая телами тех, кто владеет способностью, он забирает её себе. После признания Нао он улетает из Японии, чтобы забрать способности всех одарённых себе. За время скитаний начал постепенно терять рассудок, став практически безумным, и потерял воспоминания обо всём, кроме своей миссии, а те, кого он встречал, давали ему прозвища «жнец», «бог смерти» или «одноглазый, несущий смерть». Забрав способности всех людей на планете и потеряв при этом все воспоминания, наконец вернулся к Нао, которая ответила на его чувства.
Сэйю: Коки Утияма
Аюми Отосака (яп. 乙坂歩未) — энергичная младшая сестрёнка Ю, любит своего брата и постоянно заботится о нём. Имеет способность разрушения, в 6 серии погибла, но возродилась в 10 серии, благодаря временному скачку Ю.
Сэйю: Момо Асакура
Сюнсукэ Отосака (яп. 乙坂 隼翼) — старший брат Аюми и Ю. Имеет способность перемещения во времени. После многих временных скачков потерял зрение и больше не мог пользоваться своей способностью.
Сэйю: Дайсукэ Оно
Нао Томори (яп. 友利 奈緒) — одна из главных женских персонажей, студентка первого года учёбы и президент студенческого совета. Нао часто использует видеокамеру для своей деятельности в студенческом совете. Является фанаткой музыкальной группы ZHIEND. Имеет голубые глаза и светлые волосы. Её форма состоит из красного пиджака с жёлтым бантом и коричневой юбки. В пределах студенческого совета Томори работящая, умная и способная ученица. Она также самовлюбленная и не любит, когда другие персонажи не признают её усилие. Она смела и проста в общении, хотя до последнего времени у неё не было подруг; известна своей любовью к еде. Её способность — становиться невидимой, однако это возможно только для одного человека. Влюблена в Ю.
Сэйю: Аянэ Сакура
Дзёдзиро Такадзё (яп. 高城丈士朗) — студент первого курса и член студенческого совета. Может двигаться очень быстро, поэтому кажется, будто он телепортируется, но он не в состоянии полностью контролировать эту способность, в результате чего часто получает раны на теле. Во избежание этого он должен носить броню под школьной формой. Является большим фанатом Юсарин.
Сэйю: Такахиро Мидзусима
Юса Нисимори (яп. 西森柚咲) / Юса Куробанэ (яп. 黒羽柚咲) — студентка первого курса и член студенческого совета. Она ярка и невинна. Является популярной идол-певицей группы How-low-Hello по прозвищу «Юсарин». Старшая сестра Юсы — Миса, которая умерла в аварии шесть месяцев тому назад и была близка с ней по возрасту, иногда вселяется в тело Юсы против её воли, утверждая о своем существовании. Когда это происходит, цвет глаз Юсы меняется от синего к красному. Также у Мисы есть способности к пирокинезу.
Сэйю: Маая Утида

## Адаптации

### Манга
До аниме-сериала была написана ёнкома под названием Charlotte The 4-koma: Seishun o Kakenukero! (яп. ４コマ せーしゅんを駆け抜けろ!), иллюстратором был Харука Комовата, ёнкома была выпущена в мае 2015 года издательством ASCII Media Works в журнале Dengeki G's Comic. С 2015 года выходит манга издательства ASCII Media Works. Первый том был выпущен 30 сентября 2015 года.

### Аниме
Над аниме сериалом работали студии P.A. Works и Aniplex, режиссёром аниме-сериала был Ёсиюки Асаи. Аниме-сериал транслировался в Японии с 4 июля по 26 сентября 2015 года. Сценарий аниме написал Дзюн Маэда, над анимацией работали Канами Сэкигути, Нобору Сугимицу и Юдзи Миясита, над персонажами работал японский дизайнер Na-Ga. После окончания выхода аниме-сериала была анонсирована OVA, которая вышла 30 марта 2016 года. Песню «Bravely You», открывающую данное аниме, исполнила Lia.

#### Список серий
| № серии | Заглавие                                                                            | Трансляция в Японии   |
| ------- | ----------------------------------------------------------------------------------- | --------------------- |
| 1       | Я думаю о других «Варэ танин о омоу» (我他人を思う)                                 | 4 июля 2015 года      |
| 2       | Мелодии отчаяния «Дзэцубо: но сэнрицу» (絶望の旋律)                                 | 11 июля 2015 года     |
| 3       | Любовь и пламя «Кой то хоноо» (恋と炎)                                              | 18 июля 2015 года     |
| 4       | Серьёзный момент «Сэцуна но хонки» (刹那の本気)                                     | 25 июля 2015 года     |
| 5       | Однажды услышанный звук «Ицука кийта ото» (いつか聴いた音)                          | 1 августа 2015 года   |
| 6       | Тебе повезло, что ты этого не заметил «Кидзуканакатта сиавасэ» (気づかなかった幸せ) | 8 августа 2015 года   |
| 7       | Конец пути «То:хико но хатэ ни» (逃避行の果てに)                                    | 15 августа 2015 года  |
| 8       | Столкновение «Кайко:» (邂逅)                                                        | 22 августа 2015 года  |
| 9       | Это не тот мир «Коко ни най сэкай» (ここにない世界)                                 | 29 августа 2015 года  |
| 10      | Похищение «Рякудацу» (略奪)                                                         | 5 сентября 2015 года  |
| 11      | Шарлотта «Ся:ротто» (シャーロット)                                                  | 12 сентября 2015 года |
| 12      | Обещание «Якусоку» (約束)                                                           | 19 сентября 2015 года |
| 13      | Записи грядущего «Корэкара но кироку» (これからの記録)                              | 26 сентября 2015 года |